# شون ميدفيد
شون ميدفيد (بالإنجليزية: Shawn Medved)‏ هو لاعب كرة قدم أمريكي في مركز الهجوم، ولد في 16 يونيو 1967 في إساكوه في الولايات المتحدة. لعب مع دي.سي. يونايتد وسان خوسيه إيرثكويكس.

## وصلات خارجية
- شون ميدفيد على موقع الدوري الأمريكي (الإنجليزية)
- شون ميدفيد على موقع قاعدة بيانات كرة القدم.إي يو (الإنجليزية)